# 800 Kressmannia
800 Kressmannia је астероид главног астероидног појаса са средњом удаљеношћу од Сунца која износи 2,192 астрономских јединица (АЈ).
Апсолутна магнитуда астероида је 11,61 а геометријски албедо 0,070.